# Micrapoderus minutissimus
Micrapoderus minutissimus es una especie de coleóptero de la familia Attelabidae.

## Distribución geográfica
Habita en Nepal y la India.